# 桂東県
桂東県（けいとう-けん）は中華人民共和国湖南省郴州市に位置する県。

## 行政区画
- 鎮：漚江鎮、沙田鎮、清泉鎮、大塘鎮、四都鎮、寨前鎮、普楽鎮
- 郷：橋頭郷、新坊郷、東洛郷、青山郷

## 特産品
- 玲瓏茶
- 貢茶